# Colotis aurigineus
Colotis aurigineus är en fjärilsart som först beskrevs av Butler 1883.  Colotis aurigineus ingår i släktet Colotis och familjen vitfjärilar. Inga underarter finns listade i Catalogue of Life.

## Bildgalleri

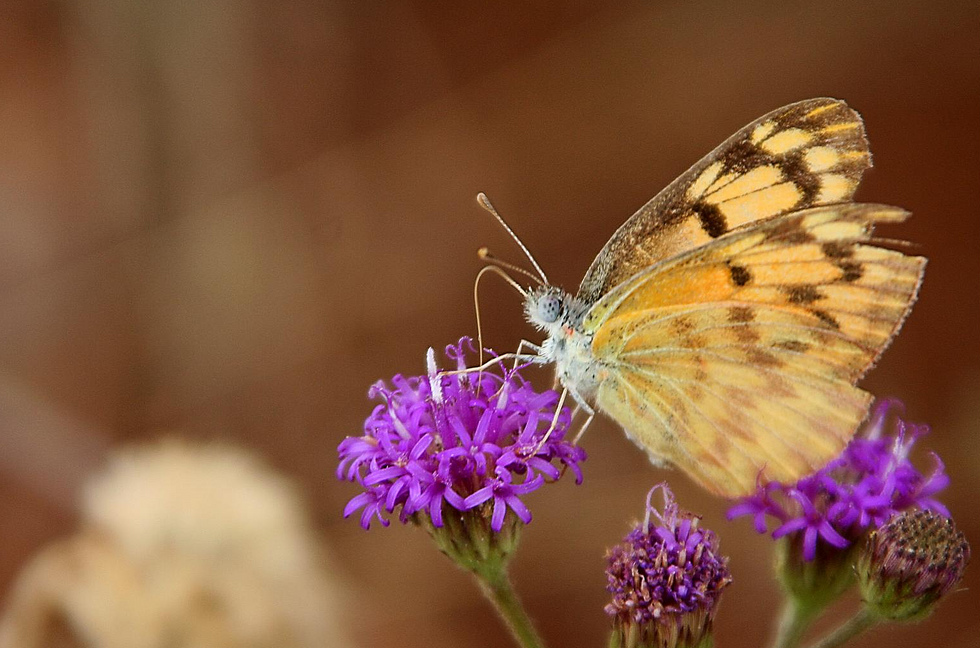